# Drvo života (biljka)
Drvo života (lat. Arborvitae), lisnata dekorativna biljka porijeklom iz Afrike i Male Azije, pa joj zato i ljeti i zimi treba sobna temperatura. 
Spada u porodicu ljiljana, ali su to danas potpuno različite vrste. Rod dracaena obuhvata 40 vrsta.
Može narasti u veliku i široku biljku koja traži mnogo mjesta pa se drvo života treba presađivati svake godine. Zasad nove biljke postiže se odsijecanjem vrha stabljike koji se drži u vodi koja se ne mijenja već se dosipa isparena količina vode. Kad pusti žile zasadi se u saksiju. Ona traži dosta vode, ali mora se osigurati i brzo otjecanje suvišne vode slojem grubog pijeska ili krhotina na dnu cvjetnog lonca. Jednom mjesečno obavezno prihranjivati i zalijevati tik uz stabljiku ili u tanjirić. Po preporukama onih koji imaju drvo života, kažu da traži puno svjetla i manje vode. 
Listove je dobro oprati s pivom, ali samo pjenom i samo gornje dijelove listova, nikada donje - to je za sjaj listova i protiv prašine.
Ljeti ne smije biti izloženo jakom suncu, jer lišće na suncu izblijedi.